# Uta Seewald-Heeg
Uta Seewald-Heeg (* 1. November 1962 in Bensberg) ist eine deutsche Computerlinguistin. Sie ist  Studiendekanin des Fachbereichs Informatik und Sprachen an der Hochschule Anhalt. Sie ist außerdem seit der Vereinsgründung 2007 Vorsitzende der „Neuen Fruchtbringenden Gesellschaft zu Köthen/Anhalt e. V. – Vereinigung zur Pflege der deutschen Sprache“ (NFG).

## Leben und Wirken
Nach ihrem Abitur am neusprachlichen Matthias-Claudius-Gymnasium Gehrden studierte Uta Seewald-Heeg zunächst an der Hochschule für Musik und Theater Hannover, bevor sie ab 1983 in Hannover, Lille, Bielefeld und Paris Romanistik, Computerlinguistik und Geschichte studierte. Sie erwarb 1989 ihr Diplom in Computerlinguistik in Paris und promovierte 1992 an der Universität Hannover mit einer Dissertation zum Thema „MORSE – Maschinelle morphosemantische Analyse des Französischen. Am Beispiel des Wortschatzes der Datenverarbeitung“. 
Bis zu ihrer Berufung an die Hochschule Anhalt 1999 war Seewald-Heeg parallel als wissenschaftliche Assistentin an der Universität Hannover und als Lehrbeauftragte an den Universitäten Erlangen und Bonn tätig und übernahm 1997/98 zusätzlich die Vertretung für den Lehrstuhl „Romanische Sprach- und Übersetzungswissenschaft“ an der Fachrichtung „Angewandte Sprachwissenschaft sowie Übersetzen und Dolmetschen“ der Universität des Saarlandes. 
Sie ist seit 2006 Studiendekanin des Fachbereichs Informatik der Hochschule Anhalt. Zuvor hatte sie verschiedene andere Ämter der akademischen Selbstverwaltung inne; sie war unter anderem Gleichstellungsbeauftragte ihres Fachbereichs und 1995 bis 1997 Mitglied des Senats der Universität Hannover.
Seewald-Heeg ist in mehreren wissenschaftlichen Gesellschaften aktiv, zum Beispiel als Mitglied des Vorstandes der Gesellschaft für Sprachtechnologie und Computerlinguistik (GSCL) oder als Leiterin des Arbeitskreises „Maschinelle Übersetzung“ der GSCL. Des Weiteren ist sie Gründungs- und Vorstandsmitglied der Neuen Fruchtbringenden Gesellschaft. Sie ist neben ihrer wissenschaftlichen Tätigkeit auch als Gutachterin für den DAAD und den PAD tätig, als freie Übersetzerin und als Beraterin beim Einsatz maschineller Übersetzungssysteme. Ihre Arbeitssprachen sind Französisch, Italienisch, Spanisch sowie Englisch, Brasilianisch/Portugiesisch und Russisch.

## Veröffentlichungen
Uta Seewald-Heeg publiziert seit 1987 regelmäßig zu maschinellem Übersetzen, Sprachtechnologie und Computerlinguistik.

## Auszeichnungen
Im Mai 2019 wurde Seewald-Heeg für ihr herausragendes Engagement für die Integration von Flüchtlingen und für ihre Tätigkeiten als Vorsitzende der „Neuen Fruchtbringenden Gesellschaft“ das Bundesverdienstkreuz am Bande verliehen.